# Markivka
Markivka (ukrainien : Марківка, russe : Марковка, Markovka) est une commune urbaine de l'oblast de Louhansk, en Ukraine. Elle compte 5 586 habitants en 2021.
La ville est prise en mars 2022 par les forces armées russes et de la république populaire de Lougansk lors de l'invasion de l'Ukraine par la Russie.

## Géographie
La ville se trouve au bord de la rivière Derkoul, affluent du Donets, dans le Donbass, au nord-est de l'oblast.

## Histoire
La sloboda de Markivka est sous l'Empire russe le village principal de la volost de Markivka dans l'ouïezd de Starobilsk du gouvernement de Kharkov. La région entre administrativement dans la république socialiste soviétique d'Ukraine en 1922.
Le journal local est édité à partir de septembre 1931. Pendant la Grande Guerre patriotique, la localité est occupée par l'armée allemande du 11 juillet 1942 à la mi-janvier 1943. Le village obtient le statut de commune urbaine en 1960.
La localité comptait 7 830 habitants en 1989.